# Delta Festival
Le Delta Festival est un événement estival majeur qui se tient chaque année à Marseille, sur les plages du Prado.
Depuis sa première édition en 2014, il est devenu l’un des plus grands festivals du sud de la France, accueillant des milliers de visiteurs de tous horizons. Le festival est connu pour son ambiance combinant musique électronique, techno, et autres genres populaires, attirant des artistes de renommée internationale. Il se déroule sur plusieurs jours et propose plusieurs scènes, des espaces détente, des activités sportives et des animations artistiques, créant une expérience immersive pour les festivaliers.
En plus de la musique, le festival s'engage dans des initiatives sociétales et environnementales, notamment avec le village "Le Monde des Possibles", où des discussions, des stands et des ateliers sont organisés pour sensibiliser le public aux enjeux de développement durable, d’innovation, et de solidarité. Le Delta Festival se veut ainsi une plateforme d’expression pour la jeunesse, visant à créer des ponts entre les cultures et les générations en Méditerranée.

## Présentation

### Histoire du Delta Festival
Le Delta Festival a été fondé en 2015 par une équipe de jeunes entrepreneurs marseillais ayant l’ambition de créer un événement festif et rassembleur pour la jeunesse sur les plages du Prado à Marseille. Dès le départ, l’objectif était de combiner musique, art, sport et sensibilisation à des causes sociales et environnementales. Inspiré par des festivals internationaux mais ancré dans la culture méditerranéenne, le Delta Festival s'est imposé comme un espace d’expression pour la jeunesse, souhaitant promouvoir des valeurs de convivialité, de durabilité et de diversité culturelle.
Au fil des ans, le festival a connu une croissance exponentielle, passant de quelques milliers de participants lors des premières éditions à plus de 150 000 festivaliers en 2023. Cette montée en popularité a permis à l’événement d’attirer des artistes de renommée nationale et internationale, tout en maintenant une programmation éclectique et engagée.
En plus des concerts, les organisateurs ont développé le Monde des Possibles, un village où associations, ONG et start-ups peuvent sensibiliser le public sur des thématiques variées, allant de la préservation de l’environnement à la santé mentale, en passant par des initiatives de solidarité. Cela fait du Delta Festival un événement unique en France, avec une mission au-delà de la simple célébration musicale.

### Le monde des possibles
Le Monde des Possibles est un espace citoyen et éducatif intégré au Delta Festival, consacré aux enjeux sociaux et environnementaux actuels. Créé en 2022, il vise à engager les jeunes dans un dialogue constructif autour de thèmes majeurs comme l’environnement, la santé, l’inclusion, l’économie, et la culture. Cet espace se concrétise sous forme de "villages" thématiques où les participants échangent et votent pour des propositions de changement.
Le projet se distingue par son Agora, un espace de débat ouvert où les jeunes, en collaboration avec des associations, leaders communautaires et experts, élaborent des idées pour un avenir plus durable et équitable. Les propositions retenues par les festivaliers sont regroupées dans un "Livre Blanc de la Jeunesse", qui est ensuite transmis aux décideurs pour influencer les politiques futures. Le Monde des Possibles réunit chaque année des centaines d'associations et partenaires pour encourager un engagement citoyen à grande échelle et a fait du Delta Festival un événement incontournable pour la jeunesse engagée en France

## Évolution des éditions

### 2015-2017
Les premières éditions sont marquées par l’ambition de créer un espace de rencontre pour les jeunes Marseillais, en intégrant dès le départ le concept du Monde des possibles avec des espaces consacrés à l’écologie, à la santé, et à l’engagement citoyen. Côté musique, le festival met en avant des artistes électro, des DJ émergents et locaux.

### 2018-2019
Ces années marquent un élargissement de la programmation avec des artistes de renom comme Synapson, SCH et Feder, ainsi que des noms internationaux en techno et électro. Le festival attire jusqu'à 50 000 festivaliers, consolidant sa popularité.

### 2020
Malgré les restrictions, le festival met en place des alternatives pour continuer de promouvoir la musique et l'engagement, mais les festivités en personne sont limitées.

### 2021-2022
Avec la reprise post-pandémie, le Delta Festival accueille jusqu'à 150 000 personnes. L’événement s’oriente vers l’éco-responsabilité, en réduisant son empreinte environnementale. Les artistes incluent Vini Vici, Vladimir Cauchemar, et Acid Arab, marquant une forte orientation techno, mais avec toujours des têtes d’affiche pop et rap.

### 2023-2024
Pour célébrer ses dix ans, le Delta Festival se veut encore plus éclectique. SCH, Martin Solveig, et Gazo figurent parmi les grands noms de 2024. Le festival propose des villages thématiques, des activités interactives et continue de promouvoir l’engagement social en mettant en avant des initiatives locales et des jeunes talents.

### 2025
En 2025, les organisateurs repoussent les limites en matière de scénographie avec des installations inédites. Chaque scène bénéficiera de nouvelles structures, d’effets visuels spectaculaires et de jeux pyrotechniques, offrant aux festivaliers une expérience encore plus intense et immersive.
Parmi les principales têtes d’affiche, on retrouve Bob Sinclar mais aussi SDM, Rilès, Apashe With Brass, Orchestra, Kavinsky, I Hate Models, Nina Kraviz, Ofenbach Live, Tayc, Vladimir Cauchemar et Creeds.